# En villégiature
En villégiature est une nouvelle d’Anton Tchekhov, parue en 1885.

## Historique
En villégiature est initialement publié dans la revue russe Les Éclats en 1885, sous le pseudonyme de L’Homme sans rate. Aussi traduit en français sous le titre Les Estivants.

## Résumé
Sacha et Varia, jeunes mariés, attendent de la famille sur le quai de la gare. Ils sont heureux. Le train arrive : l’oncle de Sacha, sa femme, quatre enfants, une grand-mère et une gouvernante en descendent : « J’espère que nous te gênerons pas ? Je veux que cela soit à la bonne franquette ».
Sacha reproche à Varia de les avoir invités. Varia lui rétorque que ce n’est pas sa famille. Et tous les deux se tournent vers leurs hôtes : « Soyez les bienvenus ! »

## Édition française
- En villégiature, traduit par Édouard Parayre, in Œuvres I, Paris, Éditions Gallimard, coll. « Bibliothèque de la Pléiade » no 197, 1968  (ISBN 978-2-07-0105-49-6).